# 啦喉赫

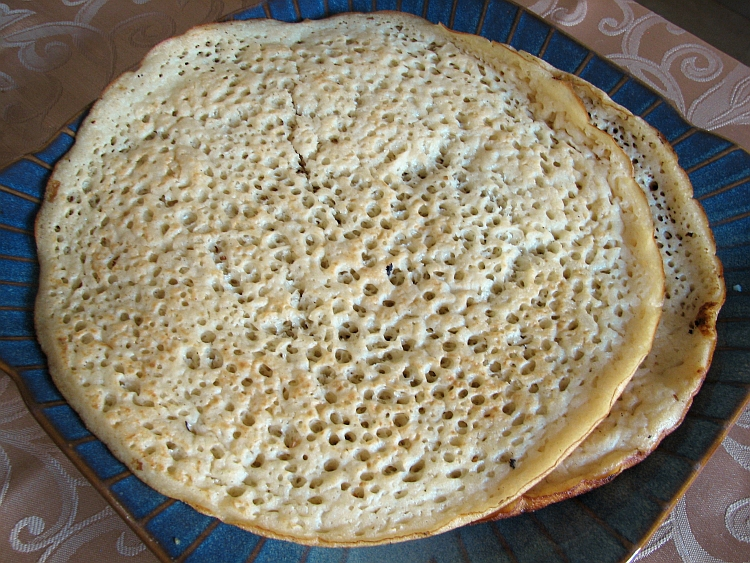
啦喉赫

啦喉赫（阿拉伯语：‎，希伯來語：‎）是起源于也门、索马里和吉布地的面饼， 在索马里兰格外有名。它與衣索比亞的英杰拉有些類似，但體積較小。

## 制作
製作中使用中筋麵粉、低筋麵粉、酵母、温水、少許的鹽等材料。用手加以敲打混合直到變軟，然後放一個晚上使之發酵。啦喉赫一般在早上或傍晚食用。
传统上，烘烤用的炉应该是一种被称作taawa的金属质圆形炉子，但在没有的情况下也可以使用普通平底锅代替。

## 食用方法
在也门，啦喉赫经常在流动摊位出售。

## 外部連結
- Recipe for Yemeni 'Lahoch'（页面存档备份，存于）